# Rock Steady (album)
Rock Steady este al cincilea album al formației american No Doubt, fiind lansat pe 11 decembrie 2001 de Interscope Records. Grupul a început să compună pentru album în Los Angeles și San Francisco, călătorind apoi în Londra și Jamaica pentru a lucra cu diverși interpreți, compozitori și producători, Sly & Robbie, The Neptunes și William Orbit fiind printre cei cu care formația a colaborat pentru album.
Ca rezultat, Rock Steady conține o diversitate de genuri muzicale. Albumul se concentrează în special pe muzica dub, synthpop și dance. Formația a încercat să capteze din magia dancehall-ului jamaican, compunând piese fără instrumentele obișnuite. Vocalista Gwen Stefani a contribuit din nou cu versuri, de această dată atingând subiecte ca petrecerile dar și relația ei cu Gavin Rossdale.
Rock Steady a primit în mare recenzii pozitive de la criticii muzicali, fiind nominalizat la categoria „Cel mai bun album pop vocal” la premiile Grammy. Albumul a întrecut vânzările albumului precedent, fiind un succes comercial. Cele patru piese lansate pentru a promova albumul s-au bucurat de succes în clasamente, două dintre ele câștigând premii Grammy pentru „Cea mai bună interpretare pop vocală a unui duo sau grup”.

## Track listing
| Nr. | Titlu                                    | Autor(i)                                            | Producer(s)                                    | Lungime |  |
| 1.  | „Intro”                                  |                                                     |                                                | 0:27    |  |
| 2.  | „Hella Good”                             | Gwen Stefani Pharrell Williams Chad Hugo Tony Kanal | Nellee Hooper No Doubt                         | 4:02    |  |
| 3.  | „Hey Baby” (featuring Bounty Killer)     | Stefani Kanal Tom Dumont Rodney Price               | Sly & Robbie No Doubt Mark "Spike" Stent Steir | 3:26    |  |
| 4.  | „Making Out”                             | Stefani Kanal Dumont                                | William Orbit No Doubt                         | 4:14    |  |
| 5.  | „Underneath It All” (featuring Lady Saw) | Stefani David Stewart                               | Sly & Robbie No Doubt Stent                    | 5:02    |  |
| 6.  | „Detective”                              | Stefani Kanal Dumont                                | Hooper No Doubt                                | 2:53    |  |
| 7.  | „Don't Let Me Down”                      | Stefani Kanal Dumont                                | Ric Ocasek No Doubt Stent                      | 4:08    |  |
| 8.  | „Start the Fire”                         | Stefani Kanal Dumont                                | Steely & Clevie No Doubt                       | 4:08    |  |
| 9.  | „Running”                                | Stefani Kanal                                       | Hooper No Doubt                                | 4:01    |  |
| 10. | „In My Head”                             | Stefani Kanal Dumont                                | Hooper No Doubt                                | 3:25    |  |
| 11. | „Platinum Blonde Life”                   | Stefani Kanal Dumont                                | No Doubt Ocasek Stent                          | 3:27    |  |
| 12. | „Waiting Room”                           | Prince Stefani Kanal Dumont                         | Prince No Doubt Stent                          | 4:27    |  |
| 13. | „Rock Steady”                            | Stefani Kanal                                       | Hooper No Doubt                                | 5:22    |  |

| US and Canadian iTunes Store bonus tracks |                                                    |         |  |
| Nr.                                       | Titlu                                              | Lungime |  |
| 14.                                       | „Underneath It All” (Radio 1LIVE Acoustic Version) | 3:45    |  |
| 15.                                       | „Just a Girl” (Radio 1LIVE Acoustic Version)       | 3:34    |  |

| International iTunes Store limited edition bonus tracks |                                                            |         |  |
| Nr.                                                     | Titlu                                                      | Lungime |  |
| 1.                                                      | „Hey Baby” (Stank Remix featuring Outkast and Killer Mike) | 4:07    |  |
| 2.                                                      | „Hey Baby” (Fabian Remix)                                  | 3:47    |  |
| 3.                                                      | „Hella Good” (Roger's Release Yourself Mix)                | 7:14    |  |
| 4.                                                      | „Ex-Girlfriend” (Philip Steir Remix)                       | 5:10    |  |

| US limited edition bonus CD |                                                    |         |  |
| Nr.                         | Titlu                                              | Lungime |  |
| 1.                          | „Underneath It All” (Radio 1LIVE Acoustic Version) | 3:44    |  |
| 2.                          | „Just a Girl” (Radio 1LIVE Acoustic Version)       | 3:32    |  |
| 3.                          | „Underneath It All” (video)                        |         |  |

| UK special edition bonus CD |                                                                            |         |  |
| Nr.                         | Titlu                                                                      | Lungime |  |
| 1.                          | „Hey Baby” (Stank Remix featuring Outkast and Killer Mike) (Dirty Version) | 4:10    |  |
| 2.                          | „Hey Baby” (The Homeboy Mix)                                               | 3:50    |  |
| 3.                          | „Hella Good” (Roger's Release Yourself Mix)                                | 7:16    |  |
| 4.                          | „Ex-Girlfriend” (The Psycho Ex Mix)                                        | 5:13    |  |
| 5.                          | „Hey Baby” (video)                                                         |         |  |
| 6.                          | „Hella Good” (video)                                                       |         |  |
| 7.                          | „Underneath It All” (video)                                                |         |  |

## Certificări
| Regiune | Certificări | Vânzări   |
| --- | ----------- | --------- |
| Australia (ARIA) | Aur         | 35.000^   |
| Canada (Music Canada) | Platină     | 100.000^  |
| Regatul Unit (BPI) | Aur         | 100.000^  |
| Statele Unite (RIAA) | 2× Platină  | 2.842.000 |
| *cifrele de vânzări sunt bazate pe un singur certificat ^cifrele cargo sunt bazate pe un singur certificat xcifrele nespecificate sunt bazate pe un singur certificat |             |           |